# Siedlanów
Siedlanów (prononciation [ɕedˈlanuf]) est un village de la gmina de Radzyń Podlaski du powiat de Radzyń Podlaski dans la voïvodie de Lublin, situé dans l'est de la Pologne.
Il se situe à environ 7 kilomètres au nord-est de Radzyń Podlaski (siège de la gmina et du powiat) et 64 kilomètres au nord de Lublin (capitale de la voïvodie).
Le village comptait approximativement une population de 408 habitants en 2009.

## Histoire
De 1975 à 1998, le village est attaché administrativement à la voïvodie de Biała Podlaska.

Depuis 1999, il fait partie de la nouvelle voïvodie de Lublin.